# Wybory parlamentarne w Uzbekistanie w latach 2009–2010
Wybory parlamentarne w Uzbekistanie w latach 2009–2010 – wybory parlamentarne w Uzbekistanie przeprowadzone w dwóch turach 27 grudnia 2009 oraz 10 stycznia 2010. Zwycięzcą wyborów została Liberalno-Demokratyczna Partia Uzbekistanu. W parlamencie znalazły się jeszcze 4 partie popierające politykę prezydenta Isloma Karimova.

## Organizacja wyborów
W wyborach parlamentarnych mieszkańcy Uzbekistanu decydowali o obsadzie 135 miejsc w 150-osobowej Izbie Ustawodawczej, niższej izbie parlamentu (Olij Madżlis). Pozostałe 15 miejsc było prawnie zagwarantowane powstałemu w 2008 Ekologicznemu Ruchowi Uzbekistanu, skupiającemu się na kwestiach ochrony środowiska. Spośród ponad 27 mln mieszkańców kraju uprawnionych do głosowania było ponad 17 mln obywateli.
W Uzbekistanie, rządzonym od 1991 w sposób autorytarny przez prezydenta Isloma Karimova, nie działają opozycyjne partie polityczne, a większość prodemokratycznych działaczy znajduje się w więzieniach lub na emigracji. W kraju w znaczący sposób ograniczone zostały wolności polityczne i obywatelskie. Żadne z wcześniej organizowanych wyborów parlamentarnych czy prezydenckich nie zostało uznanych przez zachodnich obserwatorów za wolne i demokratyczne.
Do udziału w wyborach dopuszczone były cztery partie polityczne, w tym prezydencka Ludowo-Demokratyczna Partia Uzbekistanu. Choć w czasie kampanii wyborczej różniły się one między sobą w sprawach polityki społecznej, wszystkie zgodnie popierały politykę prezydenta i osiągnięcia jego administracji. Informacje o toczącej się kampanii wyborczej były skromne, a wśród ludności wyczuwana była apatia i strach. Prezydent Karimov określił wybory mianem „testu z demokracji”.
OBWE przysłała do Uzbekistanu tylko ograniczoną misję obserwacyjną, stwierdzając, że nie spełnione zostały żadne z jej wcześniejszych rekomendacji. Za bezcelowe uznała rozmieszczanie pełnej misji, oznajmiając, że wybory nie zapewniają możliwości „prawdziwego wyboru kandydatów”. Ogółem wybory monitorowane były przez 279 obserwatorów z 36 państw i 4 organizacji międzynarodowych (OBWE, WNP, Szanghajska Organizacja Współpracy, Organizacja Współpracy Islamskiej).

## Wyniki wyborów
W I turze głosowania 27 grudnia 2009 zwycięstwo odniosła Liberalno-Demokratyczna Partia Uzbekistanu, zdobywając 33 mandaty w Izbie Ustawodawczej. Demokratyczna Partia Odnowy Narodowej Uzbekistanu uzyskała 26 mandatów, prezydencka Ludowo-Demokratyczna Partia Uzbekistanu - 20, a Socjaldemokratyczna Partia Sprawiedliwości - 15. W 39 dystryktach, w których żaden z kandydatów nie uzyskał większości głosów 10 stycznia 2010 odbyła się II tura wyborów. Frekwencja w I turze wyniosła 88%. Głosowanie w wielu przypadkach, podobnie jak w czasach ZSRR, było obowiązkowe, m.in. w zakładach pracy. Prezydent Karimov stwierdził, że masowy udział obywateli w wyborach świadczy o popularności jego polityki. Dodał, że jego kraj „jest odporny na kryzys dzięki wdrożeniu na czas programu antykryzysowego”.
W drugiej turze wyborów najwięcej mandatów uzyskała również Liberalno-Demokratyczna Partia Uzbekistanu. Frekwencja wyniosła 80%. W sumie najwięcej miejsc w Izbie Ustawodawczej uzyskała Liberalno-Demokratyczna Partia Uzbekistanu (53).
| Partia                                                                                                | I tura         | I tura         | I tura          | II tura        | II tura        | II tura         | Razem |
| Partia                                                                                                | Liczba głosów  | %              | Liczba mandatów | Liczba głosów  | %              | Liczba mandatów | Razem |
| --- | -------------- | -------------- | --------------- | -------------- | -------------- | --------------- | ----- |
| Liberalno-Demokratyczna Partia Uzbekistanu (Oʻzbekiston Liberal Demokratik Partiyasi)                 |                |                | 33              |                |                | 20              | 53    |
| Ludowo-Demokratyczna Partia Uzbekistanu (Oʻzbekistan Xalq Demokratik Partiyasi)                       |                |                | 22              |                |                | 10              | 32    |
| Demokratyczna Partia Odnowy Narodowej Uzbekistanu (Oʻzbekistan Milliy Tiklanish Demokratik Partiyasi) |                |                | 25              |                |                | 6               | 31    |
| Socjaldemokratyczna Partia Sprawiedliwości (Adolat Sotsial Demokratik Partiyasi)                      |                |                | 16              |                |                | 3               | 19    |
| Ekologiczny Ruch Uzbekistanu (Oʻzbekiston Ekologik Hаrаkаti)                                          | zagwarantowane | zagwarantowane | zagwarantowane  | zagwarantowane | zagwarantowane | zagwarantowane  | 15    |
| Razem                                                                                                 | 15 108 950     | (87,8%)        | 96              | 3 960 876      | (79,7%)        | 39              | 150   |
| Uprawnieni do głosowania                                                                              | 17 215 700     |                |                 | 4 969 547      |                |                 |       |
| Źródło:                                                                                               |                |                |                 |                |                |                 |       |